# نادي إستاريا
كلوب ديسبورتيفو دي إستاريا (بالبرتغالية: Clube Desportivo de Estarreja‏) هو نادي كرة القدم برتغالي تأسس عام 1944 ويقع في إستاريا.

## التاريخ
تأسس النادي في 11 نوفمبر من عام 1944. وكان النادي أكبر عدد من التواجد في بطولة منطقة أفيرو. ومع ذلك، فقد تنافس بالفعل في المستوى الثالث لكرة القدم البرتغالية.